# Isabel Aaiún
Isabel Aaiún, nom artístic d'Isabel Casado (Segòvia, 1987), és una cantant espanyola de gènere neofolk.
En 2024 va saltar al reconeixement nacional espanyol gràcies a una remescla de Carlos Alcalá i Fernando Moreno de la seva cançó «Potra salvaje», que va aconseguir posicionar-se en el primer lloc de les 100 cançons més escoltades segons Promusicae. A més, va posicionar-se en el tercer lloc del rànquing setmanal a Espanya de la plataforma Spotify, on va acumular 2.958.211 reproduccions en una setmana.

## Biografia
Nascuda a Segòvia, i criada al poble pròxim de Veganzones, de 200 habitants, és filla, neta i besneta de sabaters. De nena, va tenir dues passions; els cavalls, amb els quals va ser amazona professional, professora d'equitació i domadora de cavalls, i la música. A la seva família, la seva tia toca la guitarra, el seu oncle el violí i el seu cosí és saxofonista.

## Carrera musical
El 2019, Pablo Mora, cantant de Lagarto Amarillo, li va proposar que col·laborés amb ell en el seu tema «Mano rota». I amb la seva ajuda, Isabel va fitxar per Níquel Rècords el 2020, i, a la fi de 2021, va estrenar la seva primera cançó, «Potra salvaje». És un tema amb missatge de valentia el videoclip de la qual ho va gravar en una nau ramadera abandonada i en l'ermita de la Verge de la Pineda a Cantalejo.
La cançó va tenir gran impacte a partir del remix que el 2023 va fer el DJ Fernando Moreno. La seva viralització a xarxes va ser a més gràcies al fet que va sonar en la celebració de la quinzena Champions del Reial Madrid, l'1 de juny de 2024. Un mes després, en saber-se que els jugadors de la Selecció espanyola de futbol la posaven per a motivar-se abans de cada partit de l'Eurocopa 2024, el tema va ser número 1 de la llista de les 50 més escoltades de Spotify a Espanya i la seva versió hard remix va aconseguir més de 27 milions de reproduccions.
El novembre de 2023, Isabel va decidir acabar la seva carrera com a geneta i bolcar-se en la música. Al febrer de 2024 llança el seu primer àlbum La poltra salvatge que va presentar en la seva terra, en el Teatre Juan Bravo de Segòvia, el 21 d'aquest mes. I s'anuncia que el 26 d'octubre de 2024, Isabel inicia la seva primera gira pel país a la Sala del WiZink Center de Madrid,
Compost amb Pablo Mora i produït per Michel K.Lowan, l'àlbum inclou varietat d'estils, rumbes com «A gastar la calle», «La laca» i «Mano rota», pasdobles com «Soy feriante» i la ranxera de «La partida». Les seves lletres i melodies s'emmarquen en un estil neofolk, combinació de la cultura popular, el folklore clàssic espanyol com Marifé de Triana, Rocío Jurado i Los Panchos, sons moderns i actuals.

### Influències i estil
El seu estil mescla el folklore i les melodies de sempre i la música més actual.